# Ретяжи
Ретяжи — село в Кромском районе Орловской области России. 
Административный центр Ретяжского сельского поселения в рамках организации местного самоуправления и центр Ретяжского сельсовета в рамках административно-территориального устройства.

## География
Расположена на реке Ока, в 15 км к юго-востоку от райцентра, посёлка городского типа Кромы, и в 42 км к югу от центра города Орёл.

## Население
| 2002 | 2010 |
| ---- | ---- |
| 87   | ↘83  |

Согласно результатам переписи 2002 года, в национальной структуре населения русские составляли 94 % от жителей.

## Церковь Воскресения Словущего
В селе расположена церковь Воскресения Словущего.